# +44
+44 (pronuncia-se Plus Fourty Four) foi uma banda estadunidense de pop punk formada em 2005 em Los Angeles, Califórnia. A banda era composta por Mark Hoppus e Travis Barker, integrantes do Blink-182. Contava também com a presença do guitarrista Craig Fairbaugh (ex-Transplants) e o guitarrista Shane Gallagher (The Nervous Return). A banda também contava com Carol Heller na guitarra e nos vocais, que deixou a banda para começar uma família. A banda contava com influências da música eletrônica. Seu primeiro álbum foi lançado no dia 14 de Novembro de 2006, com o nome When Your Heart Stops Beating. Mark disse que o nome da banda se deve ao código de ligação para Londres, quando Hoppus e Barker falaram sobre o projeto pela primeira vez.

## História
Depois que a banda Blink-182 entrou em "hiato indefinido" em fevereiro de 2005, ambos Hoppus e Barker decidiram continuar trabalhando em músicas, e começaram a escrever novas músicas no porão de Barker. Originalmente, os dois estavam utilizando baterias eletrônicas, teclados, amostras e gravação computadorizada. E assim, estava formada a +44, anunciada em abril de 2005.
Enquanto trabalhavam nos demos, os dois convidaram a vocalista Carol Heller para cantar uma música. Satisfeitos com sua performance, os três continuaram a trabalhar em novas músicas. Na primavera americana de 2005, o guitarrista Shane Gallagher se juntou a banda. Em outubro de 2005, Barker e Hoppus compraram um estúdio. De acordo com Hoppus, isso marcou uma "virada no +44", já que a banda passou a trabalhar exclusivamente naquele estúdio, podendo finalmente gravar as amostras de cada música. O fator eletrônico aos poucos foi perdendo a sua representação, apesar de ainda ter um importante papel no som do conjunto. Desde então, Heller declarou que não se encaixou direito na nova direção da banda, e, juntamente com o desejo de começar uma família, ela deixou a banda. Entretanto, os vocais de Heller ainda permanecem na música "Make You Smile"  e vagamente no fundo de "Weatherman". Heller também teve sua voz na versão demo de "No, It Isn't". Hoppus afirmou que não houve nenhum ressentimento entre Heller e +44, que a banda apoiou sua decisão.
A banda continuou a trabalhar no seu álbum de estreia, e quando já estava com três quartos do processo de gravação, Craig Fairbaugh entrou para tocar a segunda guitarra e fazer segunda voz em algumas músicas.

### When Your Heart Stops Beating
Conforme a data projetada para o lançamento do projeto foi divulgada, diversos rumores começaram a surgir, primeiramente sobre o nome do álbum, que acreditava-se que seria "Little Death". Isso depois foi desmentido, quando o verdadeiro nome foi revelado como When Your Heart Stops Beating. Uma música, chamada "Lycanthrope" foi lançada no site do +44 no final de setembro de 2006. Foi a única música, além de "No, It Isn't", ouvida pelos fãs até o momento, e tinha um sentimento mais "punk" que a anterior.
Mais tarde, em setembro de 2006, a rádio KROQ tocou a música tema do futuro álbum após uma mensagem de Mark Hoppus através de seu blog no MySpace, alertando os fãs sobre o fato. A banda fez sua primeira apresentação no dia 7 de setembro de 2006, no Teatro Roxy em Hollywood; Hoppus afirmou que era o primeiro show que ele fazia após dois anos. A plateia recebeu camisetas que diziam "The First Show September 7, 2006 Los Angeles, CA The Roxy Theatre." ("O primeiro show, 7 de Setembro de 2006, Los Angeles, CA o Teatro Roxy"). Ambos shows foram feitos com apenas uma música completamente gravada e masterizada: "When Your Heart Stops Beating".
O clipe de "When Your Heart Stops Beating" foi gravado em uma fábrica em Los Angeles, logo após o primeiro show. Fãs foram convidados para aparecer no vídeo também. O vídeo estreou nos Estados Unidos no canal TRL no final de setembro de 2006. Durante a gravação do clipe, Travis Barker machucou o seu braço, o que foi descoberto semanas depois em uma turnê europeia. Isso deixou a banda sem opções a não ser adiar parte dos shows da turnê americana, originalmente marcada para outubro de 2006, para dezembro do mesmo ano.
O álbum foi lançado no dia 14 de novembro de 2006 nos EUA, dia 13 de novembro na Europa e 11 de novembro na Austrália. A banda lançou dois singles para suportar a estreia do álbum. "When Your Heart Stops Beating" foi lançada nos EUA, enquanto "Lycanthrope" foi lançada no Reino Unido no dia 8 de novembro.
Encomendando uma camiseta do +44, fãs foram aleatoriamente escolhidos para receber uma CD em edição limitada que continha a versão demo de "No, It Isn't". A embalagem afirma que apenas 500 destes discos foram feitos, descrevendo através de um número escrito a mão, qual é o número do CD entregue.
Um novo remix eletrônico de "When Your Heart Stops Beating" foi adicionado ao site oficial da banda, assim como o MySpace no dia 23 de Outubro de 2006. A música "Lycanthrope" está na trilha sonora do jogo Tony Hawk's Project 8, que tem Travis Barker como um dos personagens secretos.
Sobre o conteúdo lírico do álbum, Hoppus afirmou que "o álbum do +44 é, de longe, o que mais possui letras pessoais que eu já compus. As letras e tudo que eu tinha dentro de mim em um CD. Esse é o álbum mais pessoal que qualquer um de nós já escreveu. Você quer saber quem nós somos, o que nós pensamos e sentimos? Ouça ao CD do +44." O álbum se refere a separação do Blink-182, e "os feios sentimentos que vieram depois", de acordo com Hoppus. A música "No It Isn't", lançada na Internet no dia do aniversário de Tom DeLonge, 13 de dezembro, é primeiramente dedicada a separação de Delonge do Blink-182.

## O fim da banda e o recomeço para Mark e Travis noBlink-182
Quando a banda esteve sem gravar por um tempo, Mark soube do acidente aéreo que Travis sofrera, em 2008, deixando o baterista com algumas lesões e uma luxação no braço direito, se recuperando por alguns meses. Vendo que isso poderia ser um reinício do Blink-182, Tom Delonge falou com Mark para voltarem a atuar juntos, com Travis, concordando em seguida, e também atendendo a pedidos dos fãs da banda, anunciaram  em fevereiro de 2009, a volta, em definitivo da banda californiana que obtivera sucesso, por 10 anos consecutivos, de 1994 até 2004. E Mark anunciou o fim simbólico do +44, citando alguns trechos das músicas compostas durante o tempo na banda em seu perfil oficial no Twitter.

## Integrantes

### Formação final
- Mark Hoppus → vocal, baixo
- Travis Barker → bateria, teclado
- Craig Fairbaugh → guitarra
- Shane Gallagher → guitarra líder

### Ex-integrantes
- Carol Heller → guitarra, vocal

## Discografia

### Álbuns de estúdio
| Ano  | Álbum                                                         | Melhor posição nas paradas | Melhor posição nas paradas | Melhor posição nas paradas | Melhor posição nas paradas | Melhor posição nas paradas | Melhor posição nas paradas |
| Ano  | Álbum                                                         | US                         | US Rock                    | AUS                        | CAN                        | UK                         | RU                         |
| ---- | ------------------------------------------------------------- | -------------------------- | -------------------------- | -------------------------- | -------------------------- | -------------------------- | -------------------------- |
| 2006 | When Your Heart Stops Beating - Gravadora: Interscope Records | 10                         | 2                          | 22                         | 8                          | 50                         | 144                        |

### Singles
| Ano                                                    | Título                                                          | Melhor posição nas paradas | Melhor posição nas paradas | Melhor posição nas paradas | Melhor posição nas paradas | Melhor posição nas paradas | Melhor posição nas paradas | Álbum                         |
| Ano                                                    | Título                                                          | US 100                     | US Alt.                    | US Pop                     | US Dig.                    | UK                         | AUS                        | Álbum                         |
| ------------------------------------------------------ | --------------------------------------------------------------- | -------------------------- | -------------------------- | -------------------------- | -------------------------- | -------------------------- | -------------------------- | ----------------------------- |
| 2005                                                   | "No, It Isn't" (Demo) - Gravadora: Interscope Records           | —                          | —                          | —                          | —                          | —                          | —                          | When Your Heart Stops Beating |
| 2006                                                   | "Lycanthrope" - Gravadora: Interscope Records                   | —                          | —                          | —                          | —                          | —                          | —                          | When Your Heart Stops Beating |
| 2006                                                   | "When Your Heart Stops Beating" - Gravadora: Interscope Records | 89                         | 14                         | 78                         | 70                         | 47                         | 47                         | When Your Heart Stops Beating |
| 2006                                                   | "Cliff Diving" - Gravadora: Interscope Records                  | —                          | —                          | —                          | —                          | —                          | —                          | When Your Heart Stops Beating |
| 2007                                                   | "Baby Come On" - Gravadora: Interscope Records                  | —                          | —                          | —                          | —                          | —                          | —                          | When Your Heart Stops Beating |
| 2007                                                   | "155" - Gravadora: Interscope Records                           | —                          | —                          | —                          | —                          | —                          | —                          | When Your Heart Stops Beating |
| "—" denota os singles que não entraram para as paradas |                                                                 |                            |                            |                            |                            |                            |                            |                               |

### Compilações
| Ano  | Álbum                                                                              | Nº  | Canção                          | Duração |
| ---- | ---------------------------------------------------------------------------------- | --- | ------------------------------- | ------- |
| 2006 | Kevin & Bean's Super Christmas - Gravadora: KROQ                                   | 23. | "Christmas Vacation"            | —       |
| 2006 | MTV Presents Laguna Beach: Summer Can Last Forever - Gravadora: Interscope Records | 16. | "When Your Heart Stops Beating" | 3:12    |
| 2007 | MySpace Tribute to The Smashing Pumpkins - Gravadora: MySpace Records              | 04. | "I Am One"                      | 4:09    |
| 2007 | Punk Goes Acoustic 2 - Gravadora: Fearless Records                                 | 03. | "Baby Come On" (Acústica)       | 2:52    |